# Здание Первого кадетского корпуса
Здание Первого кадетского корпуса — памятник архитектуры. Расположен в Санкт-Петербурге, современный адрес дома — Кадетская линия, 1-3.
Расположено на территории усадьбы А. Д. Меншикова (и входит в одноимённый ансамбль памятников архитектуры федерального значения). В ансамбль также входят дворец Меншикова, манеж, здание паровой прачечной с сушильней и два жилых дома ( Объект культурного наследия народов РФ федерального значения. Рег. № 781520238140006 (ЕГРОКН). Объект № 7810176000 (БД Викигида)).
Территория усадьбы и расположенный на ней дворец были переданы в распоряжение Первого кадетского корпуса в 1732 году. Разместить персонал и учеников в существовавшем дворце было невозможно, поэтому было начато строительство новых зданий. К северной части усадьбы примыкала «Французская слобода», жилые дома иностранцев; её территория также частично была передана корпусу.
В южной части участка стояло здание, построенное М. Г. Земцовым при участии И. Я. Бланка и Ф. Исакова. На его месте в 1730—1740-х годах построили двухэтажный дом на высоких подвалах по проекту Д. Трезини, более ранее здание было включено в постройку. В 1750-е годы купец Н. П. Шемякин построил в северной части участка каменный дом, перешедший в собственность корпуса и в 1770-е годы перестроенный в формах раннего классицизма. Существует неподтверждённая документально теория, что автором проекта здания был В. И. Баженов или Ж. Б. Валлен-Деламот. Между северным и южными корпусами по Кадетской линии был разрыв, ранее занятый домом А. Волкова, который застроили в те же 1770-е годы; эта часть здания оформлена крайне скромно.
Здание композиционно своеобразно, не имеет аналогов в современной себе архитектуре города. Центр фасада выделен портиком с четырьмя парами колонн ионического ордера, стоящими на пьедесталах. Влияние барокко на стиль отделки проявляется в раскреповке антаблемента. Портиками из четырёх колонн украшены также боковые крылья, расположенные симметрично центральной оси фасада. Портик южной части здания был построен в 1938 году К. Д. Халтуриным, тогда же архитектор перестроил вестибюль и Соборный (Актовый) зал. До этой перестройки у здания длиной более 160 метров не было выходов на Кадетскую линию.
В 1804 года с плаца Корпуса был запущен первый в России воздушный шар для проведения научных экспериментов. В 1898 году на плацу состоялся первый официальный российский футбольный матч между командой «Санкт-Петербургского кружка любителей спорта» (Россия) и «Василеостровским кружком футболистов» (Англия), последние победили со счётом 6:0.
Кроме Кадетского корпуса в 1740-х годах часть помещений была занята пансионом Ферре. С 1863 года здание стало занимать Павловское военное училище, в 1882 году дом снова занял Корпус. С 1887 года в северной части находилось Главное управление военно-учебных заведений. 3-27 июня 1917 года в Соборном зале прошёл I Всероссийский съезд Советов рабочих и крестьянских депутатов, на котором выступал В. И. Ленин; в советское время Кадетская линия была в честь этого события переименована в Съездовскую. После упразднения Корпуса в 1918 году до 1920 года в здании были Третьи Финские курсы РККА и Первая Петроградская пехотная школа, в 1920—1930-х годы — Объединённая интернациональная военная школа, Ленинградская военно-политическая школа им. Энгельса, Ветеринарный микробиологический институт РККА, Институт по изучению Севера, Арктический институт, Музей Арктики. В 2012 году здания были отданы Санкт-Петербургскому государственному университету. Планируется использовать их как учебные корпуса, будет проведена частичная перепланировка, разобраны два служебных флигеля советского времени.

## Галерея

Прочие здания, входящие в комплекс Первого кадетского корпуса
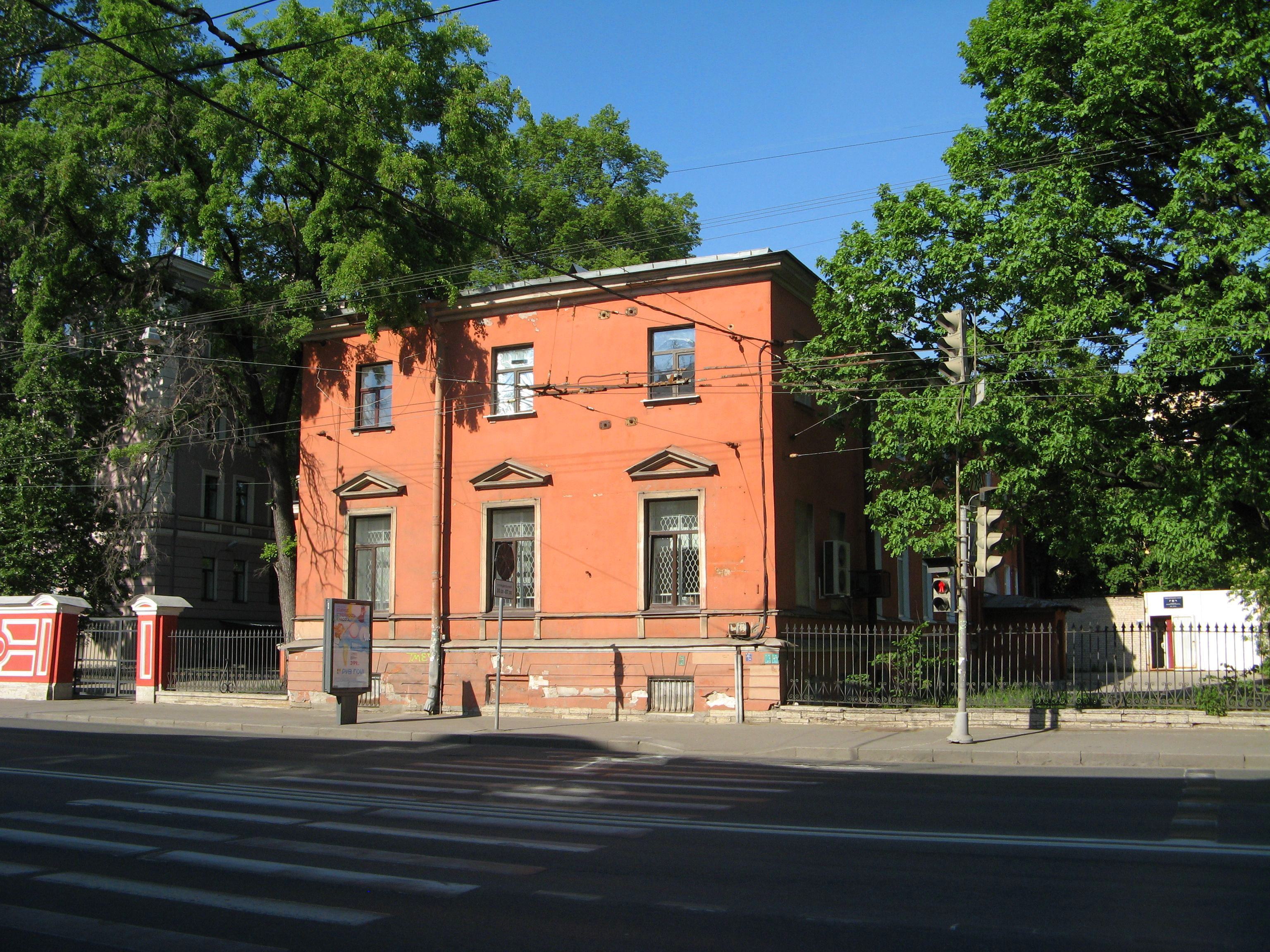
Жилой дом, Кадетская линия, 3 корпус 2,  Объект культурного наследия народов РФ федерального значения. Рег. № 781510238140026 (ЕГРОКН). Объект № 7810176002 (БД Викигида)
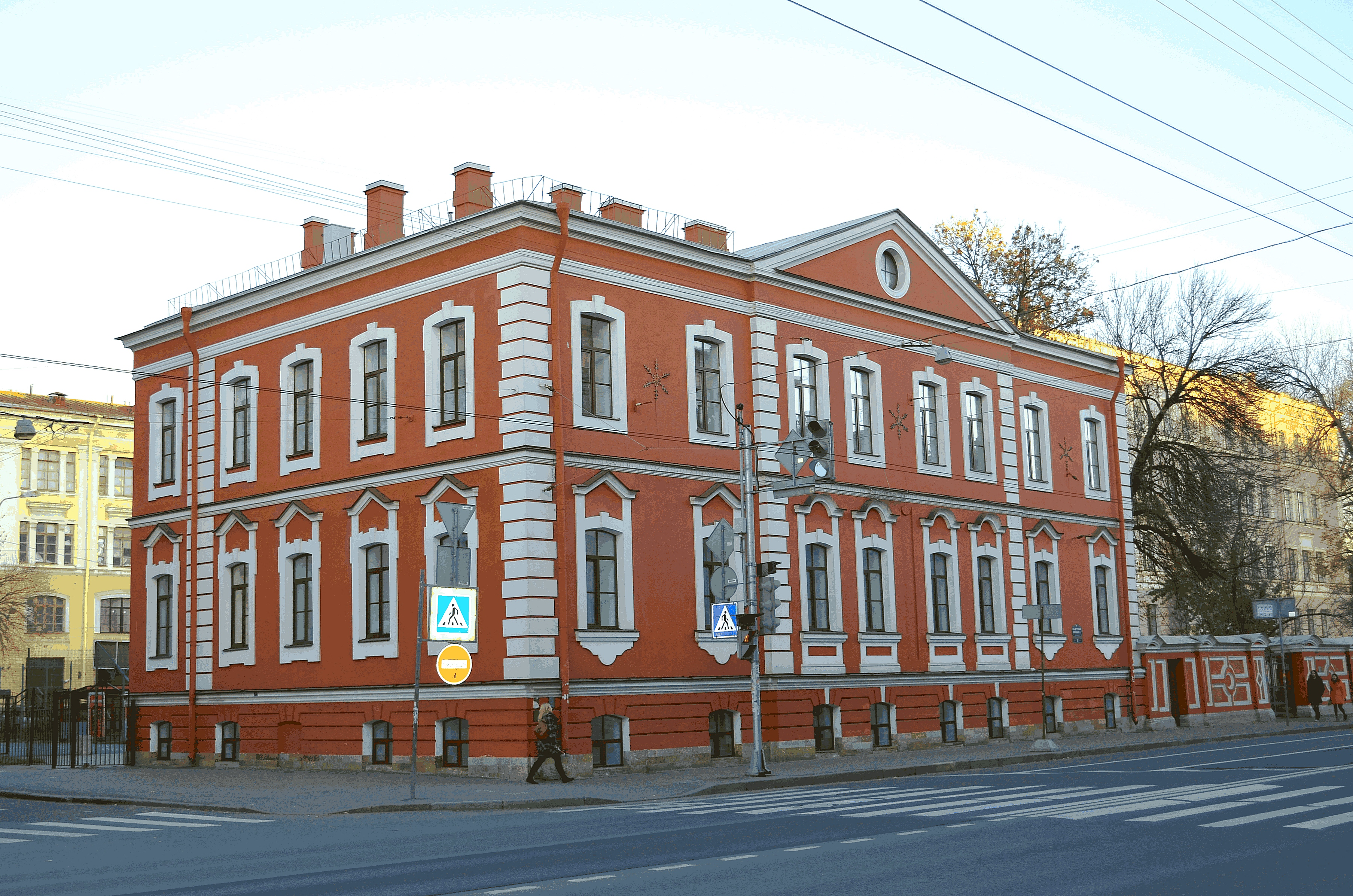
Жилой дом, Кадетская линия, 5 / Двинский переулок, 2,  Объект культурного наследия народов РФ федерального значения. Рег. № 781510238140036 (ЕГРОКН). Объект № 7810176003 (БД Викигида)
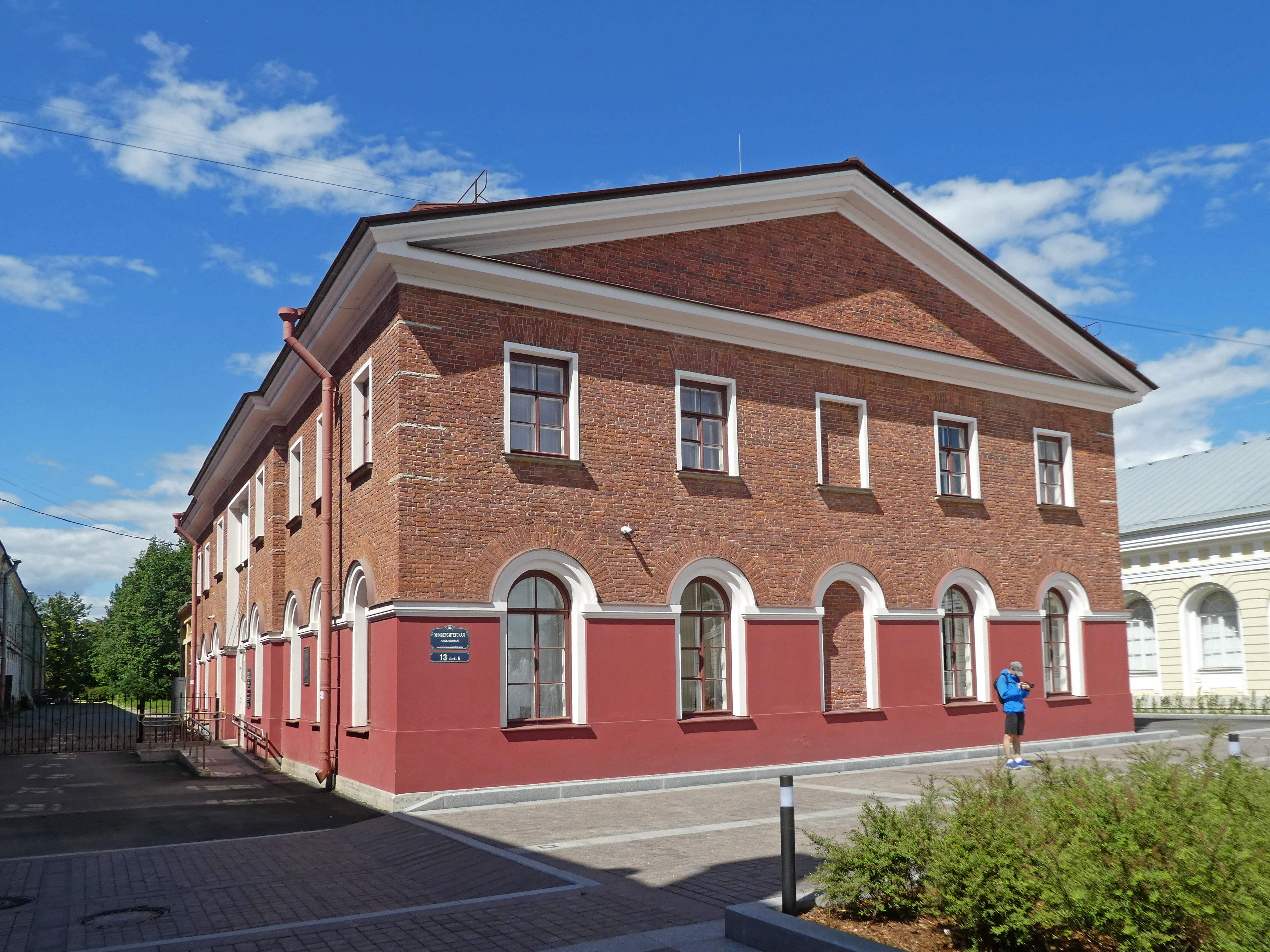
Паровая прачечная, Университетская набережная, 13Б,  Объект культурного наследия народов РФ регионального значения. Рег. № 781410072500005 (ЕГРОКН). Объект № 7830423000 (БД Викигида)